# Coupe d'Afrique des vainqueurs de coupe masculine de handball 1989
La Coupe d'Afrique des vainqueurs de coupe masculine de handball 1989 est la cinquième édition de la compétition. Elle s'est déroulée du 28 mars au 4 avril 1989 au Caire en Égypte sous forme d'un championnat avec huit équipes masculines d'Afrique.

## Résultats

### Phase de groupes
Les résultats du groupe A sont  :
- Buffalos - Mouloudia d'Alger 19-24
- IRB Binaâ Alger - Étoile du Congo 21-16
- Mouloudia d'Alger - Étoile du Congo 25-20
- IRB Binaâ Alger - Buffalos 24-22
- IRB Binaâ Alger - Mouloudia d'Alger 18-18
- Étoile du Congo - Buffalos 14-23

Le classement est :
|   | Équipe            | Pts | J | G | N | P | Bp | Bc | Diff |
| - | ----------------- | --- | - | - | - | - | -- | -- | ---- |
| 1 | Mouloudia d'Alger | 5   | 3 | 2 | 1 | 0 | 67 | 57 | 10   |
| 2 | IRB Binaâ Alger   | 5   | 3 | 2 | 1 | 0 | 63 | 56 | 7    |
| 3 | Benue Buffalos    | 2   | 3 | 1 | 0 | 2 | 64 | 62 | 2    |
| 4 | Étoile du Congo   | 0   | 3 | 0 | 0 | 3 | 50 | 69 | -19  |

Le Mouloudia d'Alger et l'IRB Binaâ Alger sont qualifiés pour les demi-finales.
Les résultats du groupe B sont :
- Al Ahly SC - Uminas 30-24
- Club africain - Port-Saïd HB 21-21
- Club africain - Al Ahly SC 14-23
- Uminas - Port-Saïd HB 23-24
- Uminas - Club africain 21-24
- Al Ahly SC - Port-Saïd HB 22-17

Le classement est :
|   | Équipe        | Pts | J | G | N | P | Bp | Bc | Diff |
| - | ------------- | --- | - | - | - | - | -- | -- | ---- |
| 1 | Al Ahly SC    | 6   | 3 | 3 | 0 | 0 | 75 | 55 | 20   |
| 2 | Club africain | 3   | 3 | 1 | 1 | 1 | 59 | 65 | -6   |
| 3 | Port-Saïd HB  | 3   | 3 | 1 | 1 | 1 | 62 | 66 | -4   |
| 4 | Uminas        | 0   | 3 | 0 | 0 | 3 | 68 | 78 | -10  |

L'Al Ahly SC et le Club africain sont qualifiés pour les demi-finales.

### Phase finale
Les résultats des demi-finales sont :
- Mouloudia d'Alger bat  Club africain 19-13
- IRB Binaâ Alger bat  Al Ahly SC 23-16

La finale a été disputée le mardi 4 avril 1989 dans la salle du Zamalek devant un public nombreux et sous l'arbitrage moyen du duo égyptien Khetri et Adly, terrain glissant. L'IRB Binaâ Alger a eu besoin d'un prolongation pour s'imposer 19 à 18 face au Mouloudia d'Alger :
- IRB Binaâ Alger[2] : Mourad Boussebt (GB), Dib (GB), Hamdani (GB), Benhamouda, Kerraz (2 buts), Salah Bouchekriou (1 but), Aït Mehdi, Mustapha Doballah (3 buts, ), Chouchaoui (1), Behiray  Mokrane, Rabah, Khalfallah (7 buts), Abdeslam Benmaghsoula (8 buts, ), Moussaoui, Saïd Hadjazi (1 but, ), Kheraifia. Entraineur : Farouk Bouzerar.
- Mouloudia d'Alger[2] : Kamel Ouchia (GB), Boubekeur Zermani (GB), Karim El-Maouhab(GB), Omar Azeb, Ledraa, Bouhalissa, Djaffar Belhocine, Abou Sofiane Draouci, Karim Djemaâ (2 buts), Makhlouf Aït Hocine, Mahmoud Bouanik (3 buts), Bouachi, Hachelaf (4 buts), Chennaf (2 buts). Entraineur : Mohamed Aziz Derouaz.

## Classement final
Le classement final est :
1.  IRB Binaâ Alger
2.  Mouloudia d'Alger
3.  Club africain
4.  Al Ahly SC
5 à 6.  Buffalos,  Port-Saïd HB
7 à 8.  Étoile du Congo,  Uminas.